# Santa Casa da Misericórdia de Santa Cruz
A Santa Casa da Misericórdia de Santa Cruz é uma Instituição Particular de Solidariedade Social (IPSS) sita na ilha da Madeira, Região Autónoma da Madeira, na cidade e freguesia Santa Cruz.
Desde a sua fundação, no Século XVI, a Santa Casa da Misericórdia tem tido como missão acolher e cuidar dos mais carentes. Hoje presta vários serviços: Lar, Centro de Dia, suministro de refeições, consultório médido e apoio social através da Loja Solidaria. A sua trajetória acompanha a do Município de Santa Cruz, tendo a entidade participação em muitos episódios marcantes da vida regional.

## História
Não se conhece a data da fundação da Santa Casa da Misericórdia de Santa Cruz, mas, a 12 de Dezembro de 1505, Diogo Vaz, escudeiro do Infante e residente nesta localidade, fez o seu testamento em favor da Confraria do Senhor Jesus, em que mencionava uma pequena casa que possuía na “Rua do Calhau, contra o mar,”onde, segundo a sua vontade, seria instalado o Hospital dos pobres. Assim, foram lançados os alicerces para a fundação da futura Misericórdia de Santa Cruz, instituída mais tarde na década de 1520-1530.
Como a dita casa não tinha as necessárias condições para nela ser instalado um hospital, visto ser térrea, pequena e estar mal situada, a 2 de Fevereiro de 1526 foi trocada por outra, propriedade do fidalgo João de Freitas, Juiz da Confraria. Embora reunisse melhores condições – era de sobrado, tinha um quintal e um poço – não seria nela que ficaria instalado o primeiro hospital. Esta segunda casa, acabaria por ser trocada por um chão ou terreno no ano 1529, onde a Confraria pretendia construir o Hospital, tendo-se iniciado as obras no ano seguinte, vindo o mesmo a entrar em funcionamento no ano 1542. Era uma casa com sobrado, muito boa para aquela época. O ano 1531 terá sido a data oficial da fundação da Misericórdia, que teve Jorge Rodrigues como primeiro Provedor ou Juiz.

## Capela
De início, não existia a Capela. Foi mandada construir pelo mercador André Gonçalves depois de 1562, mas, em 1750, tanto ela como o Hospital encontravam-se em ruínas. Fizeram-se obras de reconstrução custeadas pela Misericórdia e com uma ajuda do Rei D. José I. Da primitiva Capela ficou apenas o portal gótico de André Gonçalves. O quadro da Visitação existente na capela é da autoria do pintor Nicolau Ferreira, com a data de 1790.
No ano 1888, a Misericórdia encontrava-se arruinada, de tal modo que era impossível receber doentes, necessitando de obras, que tiveram início em 1890, pagas com o dinheiro conseguido através de subscrições feitas no Funchal e em Santa Cruz, por intermédio de Miss Mary Jane Wilson e alguns benfeitores. Foi na Capela da Visitação que Miss Wilson, Maria Isabel de Sá e Maria Pereira Camacho, a 15 de Julho de 1891, fizeram a sua profissão de fé, fundando deste modo, a congregação das irmãs franciscanas de Nossa Senhora das Vitórias. A Irmã Wilson foi uma grande benemérita, a quem o povo chamava “Boa Mãe”, que se dedicou aos pobres e doentes e abriu a Farmácia do Hospital que funcionou durante muitos anos.
Foram muitos os que passaram pela Santa Casa da Misericórdia durante estes anos: benfeitores, provedores, religiosas, médicos, enfermeiras e gente anónima que deu o seu contributo para socorrer os mais carenciados.
Na Misericórdia funcionou um Hospital, depois uma Maternidade (até 1977) e, posteriormente, o Centro de Saúde. No ano 2005 tiveram início as obras de reconstrução do edifício, inaugurado a 20 de Abril de 2007.

## Actualidade
São órgãos sociais da Irmandade da Santa Casa da Misericórdia: a Mesa da Assembleia Geral, a Mesa Administrativa e o Conselho Fiscal, eleitos por escrutínio secreto, pelos Irmãos presentes reunidos em assembleia, por um período de três anos. A Assembleia Geral é dirigida pela respectiva Mesa, composta por um presidente, um primeiro secretário e um segundo secretário. Compete-lhe dirigir, orientar e disciplinar os trabalhos da Assembleia, representá-la, decidir sobre os protestos e reclamações respeitantes aos actos eleitorais e conferir posse aos membros dos corpos gerentes eleitos.
A Mesa Administrativa é constituída por cinco membros: o Provedor, o Vice Provedor, o Secretário, o Tesoureiro e o Vogal. Haverá ainda dois suplentes que, eventualmente, se tornarão efectivos, à medida que existirem vagas. Compete-lhe gerir a Instituição. O Conselho Fiscal é composto por três membros: um Presidente e dois vogais. Compete-lhe vigiar pelo cumprimento da lei e do compromisso.